# 正田文右衛門 (5代)
五代 正田 文右衛門（ごだい しょうだ ぶんえもん、前名・唯一郎、1858年12月29日（安政5年11月25日） - 1941年（昭和16年））は、日本の政治家（群馬県邑楽郡館林町長）、醤油醸造家（亀甲正醤油醸造元）、実業家。正田醤油取締役社長。群馬醤油同業組合長。族籍は群馬県平民。上皇后美智子は曽孫にあたる。今上天皇の高祖父。

## 人物
群馬県邑楽郡館林町（現・館林市）出身。正田文右衛門の長男。正田家は旧幕時代「米文」と称し米穀商を営んでいたが、祖父・文七に至りこれを廃し1873年以降醤油醸造業に従事した。
醤油醸造業を営み群馬醤油同業組合長であった。其の他営業税審査委員、所得税調査委員に挙げられ日本赤十字社群馬支部商議員であった。1922年、公共団体に土地や金銭を寄附し、旌表された。住所は館林目車町（現・館林市栄町）。

## 家族・親族
正田家
- 祖父・三代文右衛門（1818年 - 1895年、文七、米穀商、醤油醸造業）[1]
- 父・四代文右衛門（前名・兼太郎、群馬平民）[3]
- 母・しん（1850年 - ?、栃木、長眞人の二女）[3]
- 妹・てる（1877年 - ?、東京、坂本友七の妻）[2][5]
- 妻・あつ（1862年 - ?、栃木、長眞人の四女）[3]
- 長女・きぬ（1880年 - 1970年、群馬、正田貞一郎の妻）[2] - 上皇后美智子の祖母。
- 二女・ふう（1882年 - ?）[2]
- 長男・六代文右衛門（1890年 - 1973年、前名・敏一郎）[2]
- 四女・すま（1895年 - ?、栃木、木村浅七の妻）[2]
- 五女・より（1897年 - ?、群馬、今井善兵衛の弟恭次郎の妻）[2]
- 二男・卓治（1899年 - ?）[2] ‐ 妻の芳子は伊藤祐敬の孫[6]。
- 六女・ひろ（1901年 - ?、東京、堀江善次郎の妻）[2]
- 七女・かう（1903年 - ?）[2]

親戚
- 木村浅七（織物業、栃木県多額納税者） - 四女・すまの夫。
- 坂本友七（仙女香、洋傘商、仙女香ビルディング主、東京市京橋区で洋傘洋杖等の製造販売に従事）[5] - 妹・てるの夫。
- 正田貞一郎（日清製粉創業者） - 長女・きぬの夫。上皇后美智子の祖父。